# Comuni della Finlandia
I comuni della Finlandia (al singolare kunta in finlandese, kommun in svedese) costituiscono la suddivisione amministrativa del governo locale. Generalmente sono piccoli centri abitati, rappresentati da un consiglio eletto democraticamente tramite elezioni. Il compito dei comuni è di fornire servizi agli abitanti e sostenere il loro benessere.
I comuni funzionano sotto il controllo dello Stato, al quale rispondono tramite le agenzie regionali. In Finlandia esiste solo un'unica forma ufficiale di comune, e tutte le città sono anche comuni. Lo Stato può erogare finanziamenti (toimeentulotuki) ai comuni che si trovino in condizioni di particolare necessità.
L'amministrazione comunale venne fondata in Finlandia da un "Benevolo decreto di Sua Maestà lo Zar alla Finlandia" (Suomeen Keisarillisen Majesteetin Armollinen Asetus) del 6 aprile 1865 riguardante l'amministrazione locale della nazione. La divisione in comuni è attualmente basata sulle città e i distretti definiti alla metà dell'Ottocento, i quali sono una derivazione delle antiche parrocchie. L'autonomia comunale venne assegnata a tutte le città nel 1873.

## Organi istituzionali

### Consiglio comunale
Il grado decisionale più alto nell'ambito comunale è detenuto dal consiglio comunale (kunnanvaltuusto), il quale viene eletto tramite suffragio popolare ogni quattro anni. Tra le sue mansioni vi sono le decisioni sul programma comunale, che è di durata quinquennale. Tale programma include i piani di sviluppo amministrativo, economico, dell'uso del territorio e di altri beni, e viene revisionata in tempi prefissati. Per quanto riguarda l'uso dei terreni comunali, il consiglio decide sulla loro pianificazione.
Tra i compiti organizzativi del consiglio comunale vi sono il rilascio di ordinanze (johtosääntö) e regolamenti (ohjesääntö), così come la definizione dei compiti e del funzionamento dell'amministrazione stessa. I regolamenti richiedono sempre la ratifica da parte dell'autorità statale competente, le ordinanze no.
Il consiglio comunale è responsabile delle attività comune. Esso vigila sulla legalità e adeguatezza dell'attività degli organi comunali. Il consiglio inoltre si occupa dell'organizzazione dell'amministrazione, detiene il potere economico, dichiara le proprie intenzioni e sceglie i membri degli organi comunali.
Anche l'impiego dell'autorità economica a livello comunale è compito del consiglio. Esso approva annualmente il bilancio preventivo (se richiesto anche un bilancio supplementare). L'autorità economica consiste nel prendere decisioni sulle sovvenzioni comunali, sulle fideiussioni, sulla costituzione di finanziamenti e sui pagamenti comunali.
Nelle città, in accordo con la legge sull'amministrazione locale, viene usato il nome di consiglio cittadino (kaupunginvaltuusto) al posto di consiglio comunale.
Il consiglio comunale è formato sulla base dei diversi gruppi politici. La dimensione del consiglio dipende dalla popolazione del comune, nelle seguenti proporzioni:
- fino a 2 000: 13, 15 o 17
- 2001-4000: 21
- 4001-8000: 27
- 8001-15000: 35
- 15001-30000: 43
- 30001-60000: 51
- 60001-120000: 59
- 120001-250000: 67
- 250001-400000[1]: 75
- oltre 400 000[2]: 85

Possono essere eletti rappresentanti del consiglio tutti i cittadini residenti nel comune che hanno diritto di voto, con le seguenti eccezioni:
1. funzionari di stato che ricoprano incarichi collegati con compiti di controllo dell'amministrazione comunale;
2. persone che siano impiegati al comune, in fondazioni o comunità o federazioni di comuni, che abbiano compiti di dirigenza in aree di lavoro legate al consiglio comunale o suoi comitati, oppure impieghi con responsabilità comparabili ad esse.

### Giunta comunale
Insieme al consiglio, la giunta comunale (kunnanhallistus) è il più importante organo amministrativo del comune. La giunta comunale si occupa dell'amministrazione e dell'esecuzione delle decisioni del consiglio.
Sotto il controllo della giunta agiscono il sindaco e possibili vice sindaci. Il loro compito è di dirigere l'amministrazione comunale.
Compito della giunta è quello di vigilare sugli interessi comunali e sottoscrivere, ad esempio, contratti e atti giuridici in nome del comune. Il consiglio comunale può prendere decisioni solo su proposta della giunta.
In funzione dell'ordinanza, la giunta comunale può essere suddivisa in sezioni che si occupano della preparazione degli atti e di altri compiti. La giunta può anche creare commissioni provvisorie o permanenti per determinati lavori.

### Comitati comunali
Per gli affari della giunta comunale esistono comitati comunali e comitati esecutivi. I comitati municipali sono divisi in ufficiali e facoltativi. Quelli ufficiali sono i comitati per la salute, per il benessere sociale, per la scuola e per il patrocinio legale. I facoltativi sono ad esempio per la cultura, per lo sport e per il turismo.

## Lista
Il numero dei comuni è stato in continuo calo a partire dall'inizio degli anni 2000. Nel 2002 in Finlandia si contavano 448 comuni, scesi a 309 nel 2021 e che scenderanno a 308 nel 2025, di cui 107 classificati come città. Sedici comuni appartengono alla provincia autonoma delle isole Åland, dove anche piccole isole o gruppi di isole con un piccolo numero di abitanti possono costituire un comune.
| Anno | Numero | Anno | Numero | Anno | Numero | Anno | Numero |
| ---- | ------ | ---- | ------ | ---- | ------ | ---- | ------ |
| 1917 | 532    | 1977 | 464    | 2006 | 431    | 2013 | 320    |
| 1927 | 585    | 1987 | 461    | 2007 | 416    | 2015 | 317    |
| 1937 | 602    | 1997 | 452    | 2008 | 415    | 2016 | 313    |
| 1947 | 547    | 2002 | 448    | 2009 | 348    | 2017 | 311    |
| 1957 | 549    | 2004 | 444    | 2010 | 342    | 2021 | 309    |
| 1967 | 537    | 2005 | 432    | 2011 | 336    | 2025 | 308    |

La diminuzione costante del numero di comuni è stato oggetto di discussione politica, in particolare per le difficoltà incontrate da parte delle amministrazioni locali nella gestione dei servizi stabiliti per legge. In Finlandia oggigiorno ci sono molti più comuni che in qualsiasi altra nazione nordica, ed essi hanno responsabilità per molti incarichi. La diminuzione del numero di comuni basata in particolare sull'unificazione di gruppi di essi è vista come un modo per rafforzarne l'amministrazione. Nel 2009 in Finlandia esistevano inoltre 72 distretti amministrativi formati dall'unione di gruppi di comuni.
Dati riferiti al 2012.
| Comune          | Popolazione | Superficie (km²) |
| --------------- | ----------- | ---------------- |
| Äänekoski       | 20 360      | 1 138,38         |
| Ähtäri          | 6 394       | 909,96           |
| Akaa            | 17 086      | 314,38           |
| Alajärvi        | 10 330      | 1 056,75         |
| Alavieska       | 2 752       | 253,03           |
| Alavus          | 9 236       | 842,73           |
| Asikkala        | 8 477       | 755,54           |
| Askola          | 4 919       | 218,03           |
| Aura            | 3 981       | 95,57            |
| Brändö          | 477         | 108,47           |
| Eckerö          | 978         | 109,16           |
| Enonkoski       | 1 562       | 419,21           |
| Enontekiö       | 1 890       | 8 391,39         |
| Espoo           | 252 730     | 330,20           |
| Eura            | 12 421      | 630,20           |
| Eurajoki        | 5 851       | 349,29           |
| Evijärvi        | 2 740       | 390,71           |
| Finström        | 2 528       | 130,18           |
| Föglö           | 578         | 135,09           |
| Forssa          | 17 840      | 253,39           |
| Geta            | 490         | 87,20            |
| Haapajärvi      | 7 601       | 789,08           |
| Haapavesi       | 7 380       | 1 086,15         |
| Hailuoto        | 1 002       | 202,23           |
| Halsua          | 1 270       | 428,33           |
| Hämeenkoski     | 2 121       | 195,62           |
| Hämeenkyrö      | 10 532      | 505,10           |
| Hämeenlinna     | 67 280      | 2 031,55         |
| Hamina          | 21 400      | 632,68           |
| Hammarland      | 1 528       | 140,12           |
| Hankasalmi      | 5 493       | 687,75           |
| Hanko           | 9 404       | 118,93           |
| Harjavalta      | 7 501       | 127,74           |
| Hartola         | 3 282       | 675,38           |
| Hattula         | 9 675       | 427,39           |
| Haukipudas      | 19 035      | 451,54           |
| Hausjärvi       | 8 809       | 398,78           |
| Heinävesi       | 3 815       | 1 318,99         |
| Heinola         | 20 157      | 839,29           |
| Helsinki        | 596 233     | 214,61           |
| Hirvensalmi     | 2 376       | 746,58           |
| Hollola         | 22 014      | 531,84           |
| Honkajoki       | 1 850       | 333,02           |
| Huittinen       | 10 659      | 539,59           |
| Humppila        | 2 498       | 148,59           |
| Hyrynsalmi      | 2 668       | 1 521,36         |
| Hyvinkää        | 45 572      | 336,76           |
| Ii              | 9 512       | 1 602,70         |
| Iisalmi         | 22 187      | 872,13           |
| Iitti           | 6 990       | 687,08           |
| Ikaalinen       | 7 378       | 843,46           |
| Ilmajoki        | 11 903      | 579,69           |
| Ilomantsi       | 5 817       | 3 172,69         |
| Imatra          | 28 447      | 191,28           |
| Inari           | 6 756       | 17 333,77        |
| Ingå            | 5 562       | 357,96           |
| Isojoki         | 2 353       | 647,43           |
| Isokyrö         | 4 936       | 356,99           |
| Jakobstad       | 19 652      | 91,73            |
| Jalasjärvi      | 8 127       | 830,39           |
| Jämijärvi       | 2 001       | 224,33           |
| Jämsä           | 22 511      | 1 823,91         |
| Janakkala       | 16 963      | 586,07           |
| Järvenpää       | 38 993      | 39,94            |
| Joensuu         | 73 871      | 2 751,07         |
| Jokioinen       | 5 670       | 181,95           |
| Jomala          | 4 260       | 143,35           |
| Joroinen        | 5 327       | 711,73           |
| Joutsa          | 4 953       | 1 066,42         |
| Juankoski       | 5 145       | 586,29           |
| Juuka           | 5 436       | 1 846,57         |
| Juupajoki       | 2 046       | 274,95           |
| Juva            | 6 911       | 1 345,55         |
| Jyväskylä       | 131 997     | 1 466,34         |
| Kaarina         | 31 080      | 151,35           |
| Kaavi           | 3 387       | 789,59           |
| Kajaani         | 38 038      | 2 264,01         |
| Kalajoki        | 12 613      | 929,34           |
| Kangasala       | 29 890      | 870,85           |
| Kangasniemi     | 5 863       | 1 326,73         |
| Kankaanpää      | 12 061      | 704,94           |
| Kannonkoski     | 1 546       | 549,62           |
| Kannus          | 5 706       | 470,65           |
| Karijoki        | 1 526       | 186,55           |
| Karjalohja      | 1 494       | 163,40           |
| Karkkila        | 9 190       | 255,31           |
| Kärkölä         | 4 798       | 259,31           |
| Kärsämäki       | 2 808       | 700,87           |
| Karstula        | 4 458       | 963,47           |
| Karvia          | 2 597       | 519,80           |
| Kaskinen        | 1 411       | 10,65            |
| Kauhajoki       | 14 189      | 1 315,56         |
| Kauhava         | 17 275      | 1 328,37         |
| Kauniainen      | 8 772       | 6,00             |
| Kaustinen       | 4 278       | 361,12           |
| Keitele         | 2 514       | 578,39           |
| Kemi            | 22 386      | 102,66           |
| Kemijärvi       | 8 277       | 3 931,44         |
| Keminmaa        | 8 571       | 645,79           |
| Kempele         | 16 162      | 110,33           |
| Kerava          | 34 540      | 30,79            |
| Kerimäki        | 5 565       | 876,46           |
| Kesälahti       | 2 354       | 583,08           |
| Keuruu          | 10 573      | 1 430,57         |
| Kihniö          | 2 181       | 390,50           |
| Kiikoinen       | 1 268       | 144,32           |
| Kiiminki        | 13 263      | 339,00           |
| Kimitoön        | 7 165       | 697,96           |
| Kinnula         | 1 814       | 495,71           |
| Kirkkonummi     | 37 238      | 393,71           |
| Kitee           | 9 152       | 1 141,31         |
| Kittilä         | 6 281       | 8 262,67         |
| Kiuruvesi       | 9 052       | 1 422,90         |
| Kivijärvi       | 1 330       | 599,86           |
| Kökar           | 246         | 63,94            |
| Kokemäki        | 7 916       | 531,27           |
| Kokkola         | 46 602      | 1 485,93         |
| Kolari          | 3 839       | 2 617,76         |
| Konnevesi       | 2 919       | 680,96           |
| Kontiolahti     | 13 982      | 1 029,82         |
| Korsholm        | 18 901      | 865,73           |
| Korsnäs         | 2 244       | 239,59           |
| Koski Tl        | 2 445       | 192,41           |
| Kotka           | 54 837      | 277,05           |
| Kouvola         | 87 592      | 2 883,30         |
| Köyliö          | 2 805       | 259,27           |
| Kristinestad    | 7 086       | 697,19           |
| Kronoby         | 6 676       | 751,72           |
| Kuhmo           | 9 308       | 5 456,82         |
| Kuhmoinen       | 2 505       | 936,68           |
| Kumlinge        | 363         | 99,77            |
| Kuopio          | 97 552      | 2 317,24         |
| Kuortane        | 3 891       | 484,89           |
| Kurikka         | 14 478      | 913,45           |
| Kustavi         | 882         | 168,31           |
| Kuusamo         | 16 378      | 5 808,92         |
| Kyyjärvi        | 1 500       | 469,62           |
| Lahti           | 102 358     | 154,58           |
| Laihia          | 7 948       | 508,38           |
| Laitila         | 8 412       | 545,33           |
| Lapinjärvi      | 2 842       | 339,34           |
| Lapinlahti      | 10 369      | 1 245,13         |
| Lappajärvi      | 3 427       | 523,73           |
| Lappeenranta    | 72 156      | 1 723,50         |
| Lapua           | 14 538      | 750,77           |
| Larsmo          | 4 927       | 176,51           |
| Laukaa          | 18 317      | 825,62           |
| Lavia           | 1 945       | 357,75           |
| Lemi            | 3 062       | 262,48           |
| Lemland         | 1 849       | 113,67           |
| Lempäälä        | 20 955      | 307,07           |
| Leppävirta      | 10 390      | 1 519,67         |
| Lestijärvi      | 842         | 559,06           |
| Lieksa          | 12 568      | 4 067,60         |
| Lieto           | 16 717      | 200,17           |
| Liminka         | 9 178       | 642,69           |
| Liperi          | 12 288      | 1 161,22         |
| Lohja           | 39 748      | 441,19           |
| Loimaa          | 16 840      | 851,93           |
| Loppi           | 8 393       | 655,98           |
| Loviisa         | 15 556      | 845,40           |
| Luhanka         | 799         | 313,25           |
| Lumijoki        | 2 041       | 213,46           |
| Lumparland      | 397         | 36,30            |
| Luumäki         | 5 125       | 859,83           |
| Luvia           | 3 359       | 171,54           |
| Maaninka        | 3 841       | 575,13           |
| Malax           | 5 618       | 525,23           |
| Mäntsälä        | 20 141      | 596,10           |
| Mänttä-Vilppula | 11 306      | 657,10           |
| Mäntyharju      | 6 418       | 1 210,99         |
| Mariehamn       | 11 286      | 11,79            |
| Marttila        | 2 004       | 195,98           |
| Masku           | 9 577       | 176,13           |
| Merijärvi       | 1 199       | 231,63           |
| Merikarvia      | 3 303       | 450,66           |
| Miehikkälä      | 2 165       | 440,35           |
| Mikkeli         | 48 952      | 2 124,60         |
| Muhos           | 8 936       | 797,39           |
| Multia          | 1 846       | 765,62           |
| Muonio          | 2 369       | 2 038,15         |
| Muurame         | 9 447       | 194,05           |
| Mynämäki        | 8 045       | 522,36           |
| Myrskylä        | 2 011       | 206,34           |
| Naantali        | 18 858      | 315,57           |
| Nakkila         | 5 780       | 184,88           |
| Närpes          | 9 412       | 985,11           |
| Nastola         | 15 066      | 362,86           |
| Nilsiä          | 6 507       | 847,71           |
| Nivala          | 11 053      | 536,87           |
| Nokia           | 32 075      | 347,76           |
| Nousiainen      | 4 800       | 199,43           |
| Nummi-Pusula    | 6 158       | 505,13           |
| Nurmes          | 8 358       | 1 854,79         |
| Nurmijärvi      | 40 385      | 367,24           |
| Nykarleby       | 7 513       | 737,03           |
| Orimattila      | 16 352      | 814,21           |
| Oripää          | 1 427       | 117,73           |
| Orivesi         | 9 582       | 960,08           |
| Oulainen        | 7 912       | 597,54           |
| Oulu            | 143 988     | 1 444,71         |
| Oulunsalo       | 9 746       | 84,28            |
| Outokumpu       | 7 396       | 584,06           |
| Padasjoki       | 3 358       | 729,87           |
| Paimio          | 10 479      | 240,01           |
| Pälkäne         | 6 886       | 738,14           |
| Paltamo         | 3 810       | 1 139,09         |
| Pargas          | 15 511      | 889,20           |
| Parikkala       | 5 662       | 760,71           |
| Parkano         | 6 975       | 909,66           |
| Pedersöre       | 10 934      | 826,05           |
| Pelkosenniemi   | 972         | 1 881,73         |
| Pello           | 3 902       | 1 863,69         |
| Perho           | 2 923       | 775,19           |
| Pertunmaa       | 1 906       | 454,18           |
| Petäjävesi      | 4 072       | 495,39           |
| Pieksämäki      | 19 672      | 1 836,39         |
| Pielavesi       | 5 002       | 1 406,57         |
| Pihtipudas      | 4 492       | 1 247,47         |
| Pirkkala        | 17 802      | 104,04           |
| Polvijärvi      | 4 772       | 958,35           |
| Pomarkku        | 2 412       | 332,04           |
| Pori            | 83 192      | 859,45           |
| Pornainen       | 5 131       | 150,09           |
| Porvoo          | 48 862      | 664,90           |
| Posio           | 3 812       | 3 544,95         |
| Pöytyä          | 8 485       | 773,69           |
| Pudasjärvi      | 8 717       | 5 867,24         |
| Pukkila         | 2 027       | 145,94           |
| Punkaharju      | 3 709       | 748,12           |
| Punkalaidun     | 3 232       | 364,02           |
| Puolanka        | 2 998       | 2 598,75         |
| Puumala         | 2 416       | 1 237,70         |
| Pyhäjärvi       | 5 879       | 1 459,48         |
| Pyhäjoki        | 3 350       | 548,59           |
| Pyhäntä         | 1 581       | 847,48           |
| Pyhäranta       | 2 200       | 148,22           |
| Pyhtää          | 5 360       | 336,38           |
| Raahe           | 22 606      | 536,90           |
| Rääkkylä        | 2 528       | 699,69           |
| Raisio          | 24 564      | 49,36            |
| Rantasalmi      | 3 951       | 925,77           |
| Ranua           | 4 259       | 3 694,82         |
| Raseborg        | 29 014      | 1 215,12         |
| Rauma           | 39 802      | 509,49           |
| Rautalampi      | 3 481       | 761,97           |
| Rautavaara      | 1 857       | 1 234,96         |
| Rautjärvi       | 3 841       | 401,89           |
| Reisjärvi       | 2 992       | 503,17           |
| Riihimäki       | 29 053      | 125,56           |
| Ristiina        | 4 841       | 742,02           |
| Ristijärvi      | 1 486       | 897,92           |
| Rovaniemi       | 60 707      | 8 016,72         |
| Ruokolahti      | 5 587       | 1 219,90         |
| Ruovesi         | 4 939       | 950,15           |
| Rusko           | 5 870       | 127,90           |
| Saarijärvi      | 10 373      | 1 422,73         |
| Säkylä          | 4 666       | 268,44           |
| Salla           | 4 048       | 5 872,21         |
| Salo            | 55 231      | 2 061,64         |
| Saltvik         | 1 808       | 159,06           |
| Sastamala       | 24 474      | 1 387,56         |
| Sauvo           | 3 043       | 253,77           |
| Savitaipale     | 3 775       | 690,55           |
| Savonlinna      | 27 590      | 1 973,13         |
| Savukoski       | 1 152       | 6 496,04         |
| Seinäjoki       | 58 796      | 1 469,23         |
| Sievi           | 5 279       | 800,88           |
| Siikainen       | 1 663       | 491,34           |
| Siikajoki       | 5 617       | 1 061,02         |
| Siikalatva      | 6 070       | 2 229,20         |
| Siilinjärvi     | 21 328      | 507,81           |
| Simo            | 3 444       | 0,00             |
| Sipoo           | 18 510      | 342,62           |
| Siuntio         | 6 160       | 249,97           |
| Sodankylä       | 8 809       | 12 415,46        |
| Soini           | 2 367       | 574,24           |
| Somero          | 9 268       | 697,68           |
| Sonkajärvi      | 4 596       | 1 576,77         |
| Sotkamo         | 10 694      | 2 952,11         |
| Sottunga        | 104         | 28,07            |
| Sulkava         | 2 877       | 769,21           |
| Sund            | 1 037       | 111,81           |
| Suomenniemi     | 781         | 362,96           |
| Suomussalmi     | 8 940       | 5 857,59         |
| Suonenjoki      | 7 561       | 862,33           |
| Sysmä           | 4 263       | 936,18           |
| Taipalsaari     | 4 838       | 761,95           |
| Taivalkoski     | 4 407       | 2 650,63         |
| Taivassalo      | 1 687       | 142,08           |
| Tammela         | 6 559       | 715,12           |
| Tampere         | 215 315     | 689,59           |
| Tarvasjoki      | 1 950       | 102,41           |
| Tervo           | 1 690       | 494,23           |
| Tervola         | 3 394       | 1 594,38         |
| Teuva           | 5 839       | 556,01           |
| Tohmajärvi      | 4 975       | 895,35           |
| Toholampi       | 3 480       | 616,88           |
| Toivakka        | 2 465       | 413,94           |
| Tornio          | 22 525      | 1 228,52         |
| Töysä           | 3 156       | 309,66           |
| Turku           | 178 784     | 249,13           |
| Tuusniemi       | 2 818       | 699,43           |
| Tuusula         | 37 706      | 225,46           |
| Tyrnävä         | 6 482       | 494,89           |
| Ulvila          | 13 531      | 422,52           |
| Urjala          | 5 242       | 505,38           |
| Utajärvi        | 2 952       | 1 736,70         |
| Utsjoki         | 1 281       | 5 371,78         |
| Uurainen        | 3 531       | 372,26           |
| Uusikaupunki    | 15 687      | 551,65           |
| Vaala           | 3 309       | 1 763,95         |
| Vaasa           | 60 435      | 191,69           |
| Vähäkyrö        | 4 782       | 177,66           |
| Valkeakoski     | 21 043      | 372,04           |
| Valtimo         | 2 438       | 838,10           |
| Vantaa          | 203 177     | 240,34           |
| Vårdö           | 448         | 101,90           |
| Varkaus         | 22 587      | 524,49           |
| Vehmaa          | 2 357       | 192,17           |
| Vesanto         | 2 386       | 569,70           |
| Vesilahti       | 4 414       | 353,94           |
| Veteli          | 3 396       | 520,91           |
| Vieremä         | 3 964       | 973,38           |
| Vihanti         | 3 069       | 489,64           |
| Vihti           | 28 613      | 567,08           |
| Viitasaari      | 7 049       | 1 589,13         |
| Vimpeli         | 3 212       | 328,79           |
| Virolahti       | 3 488       | 376,22           |
| Virrat          | 7 453       | 1 299,07         |
| Vörå            | 6 720       | 790,69           |
| Yli-Ii          | 2 185       | 793,27           |
| Ylitornio       | 4 641       | 2 212,69         |
| Ylivieska       | 14 307      | 573,12           |
| Ylöjärvi        | 30 997      | 1 324,09         |
| Ypäjä           | 2 541       | 183,25           |